# جير كونولي
جير كونولي (بالإنجليزية: Ger Connolly)‏ هو فلاح وسياسي أيرلندي، ولد في 16 أبريل 1937. حزبياً، نشط في فيانا فايل.

## مناصب
- في الانتخابات العمومية الإيرلندية 1969 [الإنجليزية]‏، انتخب نائب دييل عن دائرة ليش أوفالي [الإنجليزية]‏ وقد انضم خلال فترته النيابية ‏ (2 يوليو 1969 – 5 فبراير 1973) للكتلة البرلمانية فيانا فايل.
- في الانتاخابات العمومية الإيرلندية 1973 [الإنجليزية]‏، انتخب نائب دييل عن دائرة ليش أوفالي [الإنجليزية]‏ وقد انضم خلال فترته النيابية ‏ (14 مارس 1973 – 25 مايو 1977) للكتلة البرلمانية فيانا فايل.
- في الانتخابات العمومية الإيرلندية 1977 [الإنجليزية]‏، انتخب نائب دييل عن دائرة ليش أوفالي [الإنجليزية]‏ وقد انضم خلال فترته النيابية ‏ (5 يوليو 1977 – 21 مايو 1981) للكتلة البرلمانية فيانا فايل.
- في الانتخابات العمومية الإيرلندية 1981 [الإنجليزية]‏، انتخب نائب دييل عن دائرة ليش أوفالي [الإنجليزية]‏ وقد انضم خلال فترته النيابية ‏ (30 يونيو 1981 – 27 يناير 1982) للكتلة البرلمانية فيانا فايل.
- في الانتخابات العمومية الإيرلندية، فبراير 1982 [الإنجليزية]‏، انتخب نائب دييل عن دائرة ليش أوفالي [الإنجليزية]‏ وقد انضم خلال فترته النيابية ‏ (9 مارس 1982 – 4 نوفمبر 1982) للكتلة البرلمانية فيانا فايل.
- في الانتخابات العمومية الإيرلندية، نوفمبر 1982 [الإنجليزية]‏، انتخب نائب دييل عن دائرة ليش أوفالي [الإنجليزية]‏ وقد انضم خلال فترته النيابية ‏ (14 ديسمبر 1982 – 20 يناير 1987) للكتلة البرلمانية فيانا فايل.
- في الانتخابات العمومية الإيرلندية 1987 [الإنجليزية]‏، انتخب نائب دييل عن دائرة ليش أوفالي [الإنجليزية]‏ وقد انضم خلال فترته النيابية ‏ (10 مارس 1987 – 25 مايو 1989) للكتلة البرلمانية فيانا فايل.
- في الانتخابات العمومية الإيرلندية 1989 [الإنجليزية]‏، انتخب نائب دييل عن دائرة ليش أوفالي [الإنجليزية]‏ وقد انضم خلال فترته النيابية ‏ (29 يونيو 1989 – 5 نوفمبر 1992) للكتلة البرلمانية فيانا فايل.
- في الانتخابات العمومية الإيرلندية 1992 [الإنجليزية]‏، انتخب نائب دييل عن دائرة ليش أوفالي [الإنجليزية]‏ وقد انضم خلال فترته النيابية ‏ (14 ديسمبر 1992 – 15 مايو 1997) للكتلة البرلمانية فيانا فايل.